# Азербайджано-марокканские отношения
Азербайджано–марокканские отношения — двусторонние дипломатические отношения между Азербайджаном и Королевством Марокко в политической, социально-экономической, культурной и иных сферах.

## Дипломатические отношения
Королевство Марокко признало независимость Азербайджана 30 декабря 1991 года. Дипломатические отношения между Азербайджаном и Марокко впервые были установлены 28 августа 1992 года.
Представительство Азербайджана в Марокко было открыто в сентябре 2006 года. Посольство Марокко в Азербайджане открылось в ноябре 2008 года.
Первый официальный визит Президента Азербайджана Гейдара Алиева в Марокко состоялся в 1994 году.
В марте 2011 года состоялся визит министра юстиции Марокко Мухаммеда Насири в Азербайджан. В ходе переговоров были обсуждены проекты первых межгосударственных договоров о правовом сотрудничестве в области гражданских и торговых дел, взаимной правовой помощи в уголовных делах, соглашений о сотрудничестве между министерствами юстиций обеих стран.
5 марта 2018 года министр иностранных дел Марокко Насер Бурита посетил с официальным визитом Азербайджан. Состоялась встреча с министром иностранных дел Азербайджана Эльмаром Мамедъяровым. В ходе встречи было проведено заседание межправительственной комиссии, на котором был подписан ряд соглашений.
24 - 26 октября 2019 года делегация во главе с представителем министра иностранных дел Марокко Мохсеном аль Жазули посетила Азербайджан.
В парламенте Азербайджана действует рабочая группа Азербайджан — Марокко. Руководитель группы — Имамверди Исмаилов.
В парламенте Марокко также действует межпарламентская группа по двусторонним отношениям. Руководитель группы — Мохаммед Будесс.
12 декабря 1994 года в городе Касабланка между Министерствами иностранных дел Азербайджана и Марокко был подписан протокол о сотрудничестве.
30 октября 2018 года между Государственным агентством Азербайджана по государственной службе и социальным инновациям и правительством Марокко был подписан меморандум.
28 сентября 2007 года учреждена межправительственная комиссия по двустороннему сотрудничеству между Азербайджаном и Марокко.
4 мая 2024 года между странами было подписано соглашение о безвизовом режиме. Соглашение вступило в силу с 28 августа 2024 года. Граждане Азербайджана вправе посещать Марокко без визы сроком до 90 дней. Граждане Марокко также могут без визы посещать Азербайджан.
Между Азербайджаном и Марокко действует 23 документа.

## Экономическое сотрудничество
Сотрудничество между странами осуществляется в таких областях, как сельское хозяйство, энергетика, транспорт, образование, частный сектор, туризм, логистика, телекоммуникации, строительство.
Нефтяные компании Марокко сотрудничают с Государственной Нефтяной Компанией Азербайджана.

### Товарооборот (млн. долл)[8]
| Год  | Импорт  | Экспорт | Товарооборот |
| ---- | ------- | ------- | ------------ |
| 2014 | 55,7    | 38,5    | 94,2         |
| 2015 | 4587.13 | 53.58   | 4640.71      |
| 2016 | 2838.30 | 00.00   | 2838.30      |
| 2017 | 3879,1  | 2,8     | 3881,9       |
| 2018 | 4445,7  | 0,4     | 4446,1       |

### Товарооборот (тыс. долл)
| Год  | Экспорт Азербайджана | Импорт Азербайджана | Сумма товарооборота |
| ---- | -------------------- | ------------------- | ------------------- |
| 2020 | 206,51               | 2 274,33            | 2 480,84            |
| 2021 | 12,04                | 4 452,74            | 4 464,78            |
| 2022 | 0                    | 5 434,02            | 5 434,02            |
| 2023 | 101,67               | 5 806,79            | 5 908,46            |

## В области культуры
2-4 марта 2008 года в Рабате были проведены Дни азербайджанской культуры. В рамках этого события было создано Общество азербайджано-марокканской дружбы. В марте 2008 года между странами был подписан договор о межкультурном сотрудничестве.
16-19 октября 2009 года в Баку были проведены Дни марокканской культуры.
26 октября - 1 ноября 2010 года в Рабате прошли Дни азербайджанской культуры.
В марте 2011 года в Рабате между министерствами молодёжи и спорта Азербайджана и Марокко был подписан протокол о сотрудничестве. 11-13 ноября 2011 года в Баку проходили Дни марокканской культуры.
4-9 октября 2012 года бывший Председатель Палаты представителей Парламента Марокко А. Ради, ректор университета Мухаммеда, а также Президент Дипломатического предприятия А. Габек посетили Азербайджан для участия во Втором международном гуманитарном форуме, проходившем в Баку.
22 января 2015 года при кафедре литературы и гуманитарных наук данного университета Мухаммеда в Рабате была открыта программа по азербайджанскому языку и культуре.
В мае 2015 года по инициативе Государственного комитета по работе с религиозными организациями Азербайджана и ИСЕСКО в Рабате была проведена конференция на тему «Диалог религий и модели поощрения взаимопонимания культур в мусульманском мире». В конференции приняли участие представители ИСЕСКО, Государственного комитета по работе с религиозными организациями Азербайджана, послы Азербайджана, Китая, Малайзии, Турции в Марокко, члены дипломатического корпуса, члены Общества мароккано-азербайджанской дружбы. Была организована выставка «Азербайджан — жемчужина исламской культуры».
В январе 2020 года глава Азербайджанского национального музея ковра Ширин Меликова побывала в Марокко. Был проведён ряд встреч, в ходе которых были подписаны меморандумы о сотрудничестве. В рамках встречи директора Национального музея Азербайджана с министром культуры, молодежи и спорта Марокко Альхасаном Абйяба была составлена и обсуждена программа сотрудничества между странами в области культуры. Состоялась встреча Ширин Меликовой с президентом Национального Фонда музеев Марокко Мехди Готби. Были обсуждены совместные проекты, а также подписан меморандум о сотрудничестве.
8 ноября 2023 года в Рабате состоялась презентация книги «Карабахское ханство: историческая и культурная самобытность» на английском, французском и арабском языках и фотовыставка артефактов Карабахского ханства.
В 2023 году Азербайджан посетило 1 740 туристов из Марокко.

## Международное сотрудничество
На международной арене сотрудничество между странами осуществляется в рамках различных международных организаций: Организация Исламского Сотрудничества (ОИС), ОИК и т.д.
Марокко поддерживает позицию Азербайджана в вопросе Карабахского конфликта. Азербайджан, в свою очередь, поддерживает позицию Марокко по вопросу о Западной Сахаре.
21 февраля 2012 года в столичном городе Рабате была проведена пятая конференция ответственных министров по вопросам детей Исламской организации образования, науки и культуры (ИСЕСКО). Председатель Государственного Комитета Азербайджана по проблемам Семьи, Женщин и Детей Иджран Гусейнова нанесла рабочий визит в Марокко. Состоялась двусторонняя встреча с генеральным директором ИСЕСКО Абдулазиз Аль-Тувейджри.
12 июня 2018 года Президент Азербайджана Ильхам Алиев подписал закон «О присоединении к «Марокканскому договору об облегчении доступа слепых и лиц с нарушениями зрения или иными ограниченными способностями воспринимать печатную информацию к опубликованным произведениям». Данный договор вступил в силу 24 декабря 2018 года. В октябре 2018 года на 58-м заседании Генеральной ассамблеи государств-членов Всемирной организации интеллектуальной собственности (ВОИС) в городе Женева Председатель правления Агентства интеллектуальной собственности Азербайджана Кямран Иманов заявил о присоединении Азербайджана к Марокканскому договору об облегчении доступа к опубликованным произведениям слепых и лиц с нарушениями зрения или иными ограниченными способностями воспринимать печатную информацию.